# Bryan Dechart
Bryan Dechart (Salt Lake City, 17 marzo 1987) è un attore e doppiatore statunitense.
È noto principalmente per il ruolo di Connor nel videogioco Detroit: Become Human e di Eli Chandler nella serie televisiva statunitense Jane stilista per caso.

## Biografia
Nato a Salt Lake City, in Utah, è invece cresciuto a Novi, in Michigan. Successivamente si è laureato con lode alla Tisch School of the Arts dell'Università di New York con un BFA in recitazione. Ha studiato alla Sanford Meisner Extension, alla Experimental Theatre Wing, al Viewpoints Studio e alla Stonestreet Studios per il cinema e la televisione, e si è formato in Commedia dell'arte a Firenze.
Il 30 giugno 2018 ha sposato la collega Amelia Rose Blaire dalla quale hanno avuto un figlio nel 2024.
Bryan è anche uno streamer su Twitch.
Nel 2018 ha vinto due Golden Joystick Awards nelle categorie miglior recitazione (per Connor in Detroit: Become Human) e miglior streamer (condiviso con la moglie Amelia Rose Blaire).
L'11 aprile 2019 ha vinto agli Italian Video Game Awards per la categoria miglior personaggio per Detroit: Become Human.

## Filmografia

### Attore

#### Cinema
- Step Up 3D, regia di Jon M. Chu (2010)
- Awakened, regia di Joycelyn Engle e Arno Malarone (2013)
- Cowgirls 'n Angels - L'estate di Dakota (Dakota's Summer), regia di Timothy Armstrong (2014)
- The Remaining - Il giorno è giunto, regia di Casey La Scala (2014)

#### Televisione
- Sentieri (Guiding Light) – soap opera, 1 puntata (2009)
- Prep School Blues (By Christopher Conner) - web/TV serie, 9 episodi (2009)
- Law & Order: Criminal Intent – serie TV, episodio 9x08 (2010)
- Blue Bloods – serie TV, episodio 1x15 (2011)
- Jane stilista per caso (Jane by Design) – serie TV, 8 episodi (2012)
- Switched at Birth - Al posto tuo – serie TV, episodio 2x15 (2013)
- Beauty and the Beast – serie TV, episodio 2x04 (2013)
- True Blood – serie TV, episodio 7x04 (2014)

#### Videogiochi
- Mafia III (2016)
- Detroit: Become Human (2018)
- Red Dead Redemption II (2018)
- Cyberpunk 2077 (2020)

## Doppiatori italiani
Da doppiatore è stato sostituito da:
- Alessandro Capra in Detroit: Become Human

## Riconoscimenti
| Anno | Premio                 | Categoria           | Risultato | Fonte |
| ---- | ---------------------- | ------------------- | --------- | ----- |
| 2018 | Golden Joystick Awards | Miglior streamer    | Vincitore | [ 2 ] |
| 2018 | Golden Joystick Awards | Miglior recitazione | Vincitore | [ 2 ] |
| 2018 | The Game Awards        | Miglior recitazione | Nominato  | [ 3 ] |